# 第22回ロサンゼルス映画批評家協会賞
第22回ロサンゼルス映画批評家協会賞は、ロサンゼルス映画批評家協会によって1996年の映画に贈られた映画賞である。

## 受賞
- 主演男優賞: 
  - ジェフリー・ラッシュ – 『シャイン』

- 主演女優賞:
  - ブレンダ・ブレッシン – 『秘密と嘘』

- 撮影賞:
  - ジョン・シール - 『イングリッシュ・ペイシェント』
  - クリス・メンゲス - 『マイケル・コリンズ』

- 監督賞:
  - マイク・リー - 『秘密と嘘』

- ドキュメンタリー賞: 
  - 『モハメド・アリ かけがえのない日々』

- 作品賞:
  - 『秘密と嘘』

- 外国映画賞:
  - 『沈黙の女/ロウフィールド館の惨劇』 ( フランス)

- 音楽賞: 
  - ハル・ウィルナー - 『カンザス・シティ』

- 美術賞:
  - ブライアン・モリス - 『エビータ』
  - ジャネット・パターソン - 『ある貴婦人の肖像』

- 脚本賞:
  - 『ファーゴ』 - コーエン兄弟

- 助演男優賞: 
  - エドワード・ノートン - 『ラリー・フリント』、『真実の行方』、『世界中がアイ・ラヴ・ユー』

- 助演女優賞: 
  - バーバラ・ハーシー - 『ある貴婦人の肖像』

- 特別賞: 
  - ニック・パーク

- 生涯功労賞
  - ロジャー・コーマン

- ニュー・ジェネレーション賞
  - エミリー・ワトソン - 『奇跡の海』